# Craig-sziget

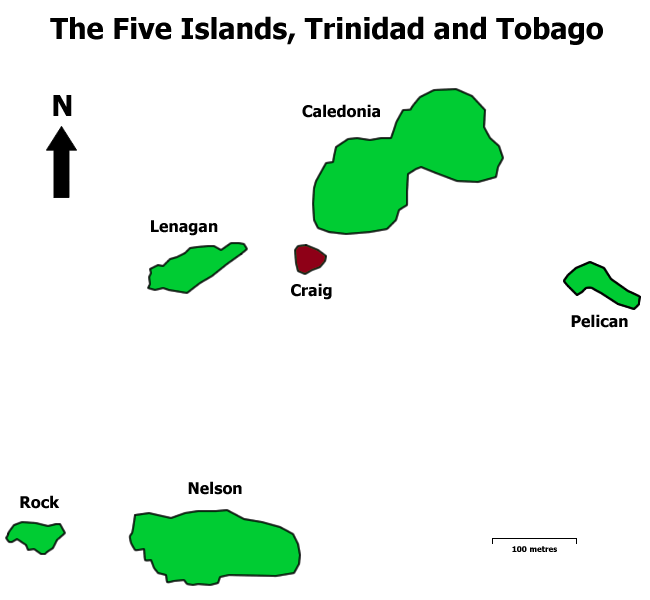
A Craig-sziget elhelyezkedése az "Öt Sziget" térképén.

A Craig-sziget Trinidad és Tobago köztársaságának egyik szigete.

## Elhelyezkedése
A Caledonia- és Lenagan- sziget között, Port of Spaintől nyugatra található. Az "Öt sziget" (mely valójában hat szigetből áll) egyike.Koordinátái Koordináták: é. sz. 10° 39′ 41″, ny. h. 61° 35′ 53″10.661411°N 61.598069°W.

## Fordítás
- Ez a szócikk részben vagy egészben  a   Craig Island című angol Wikipédia-szócikk fordításán alapul.  Az eredeti cikk szerkesztőit annak laptörténete sorolja fel. Ez a jelzés csupán a megfogalmazás eredetét és a szerzői jogokat jelzi, nem szolgál a cikkben szereplő információk forrásmegjelöléseként.